# Concefa
Concefa Sibiu este o companie de construcții din România.
Societatea are ca obiect de activitate construcția de clădiri și lucrări de geniu civil.
Acționarul majoritar este Cercel Horațiu, care are o deținere de 62%.
Titlurile Concefa Sibiu se tranzacționează la categoria de bază a pieței Rasdaq, sub simbolul COFI.
În ianuarie 2010 compania a finalizat fuziunea prin absorbție a firmei Bravcof Brașov, pe care a achiziționat-o în aprilie 2009.
În anul 2012, compania a intrat în insolvență.
Cifra de afaceri în 2008: 140 milioane lei (34 milioane euro)